# Discrimination positive aux États-Unis
La discrimination positive aux États-Unis (en anglais : affirmative action) est un ensemble de mesures visant à augmenter la représentation des catégories raciales considérées comme minoritaires dans certains lieux, comme l'université. Elle est mise en place lors de la lutte pour les droits civiques et l'abolition de la ségrégation raciale, dans les années 1960. Dans le contexte américain, elle vise notamment à améliorer la représentation des Afro-Américains et Hispaniques.
Les politiques de discrimination positive sont critiquées par certaines personnalités politiques, qui les accusent d'alimenter l'injustice à l'encontre des catégories non favorisées par ces mesures. L'emploi de la discrimination positive diminue progressivement, notamment dans les universités où elle est interdite par la Cour suprême en 2023.

## Histoire

### Mise en place du programme
En mars 1961, le président John Fitzgerald Kennedy lance un programme d'affirmative action créant l'ordre exécutif no 10925, qui oblige les programmes financés par le gouvernement fédéral de « prendre une action affirmative » (take affirmative action) afin de s'assurer que l'emploi ne soit pas soumis aux discriminations raciales ou sexuelles.
Le Civil Rights Act de 1964 interdit toute discrimination, en fondant la base d'une législation interdisant aux employeurs et aux établissements scolaires toute discrimination en matière d’embauche ou d’admission sur la base de caractéristiques particulières, tels la race, l’origine nationale, la religion ou le sexe. La discrimination positive, qui va au-delà de l'interdiction de la discrimination, vise à favoriser les minorités jugées en position de faiblesse. Le taux de chômage des Noirs est alors deux fois supérieur à celui des Blancs.
Elle apparaît véritablement sous la présidence de Lyndon B. Johnson dans le cadre de troubles raciaux (hot summers). Le président Johnson publie le décret présidentiel (executive order 11 246) du 24 septembre 1965, qui lance le mot d'ordre d'« égalité des chances dans l'emploi » (equal opportunity employment). Ce décret oblige les entreprises attributaires des marchés publics à démontrer leur absence de discrimination par une « action affirmative » (affirmative action), mais le terme n'est pas défini. Le gouvernement crée alors la Commission pour l'égalité des perspectives d'emploi (Equal Employment Opportunity Commission, EEOC), qui propose en novembre 1965 que les grandes entreprises établissent un rapport sur la composition raciale de leurs effectifs.
Le gouvernement de Nixon lance en septembre 1969 le « plan de Philadelphie », qui introduit l'obligation pour les entreprises attributaires des marchés publics de soumettre un plan de discrimination positive visant à recruter un nombre donné d'effectifs appartenant à une « minorité ».
L'Office of Federal Contract Compliance Programs (en) est plus tard chargé de la supervision de ce programme d'égalité des perspectives d'emploi. Pour l'exécutif républicain, il s'agit par ailleurs aussi de diviser la gauche américaine, alors que les noirs sont discriminés par les syndicats ; ainsi, le Parti démocrate se trouvait contraint de choisir entre ces deux parties de son électorat. Conscientes de cette manœuvre, les organisations noires n'accueillent pas la mesure avec enthousiasme. Quoi qu'il en soit, la politique de discrimination positive américaine est plus le fait de décisions de l'État fédéral que le résultat d'une pression des associations luttant contre les discriminations.
En 1978, la Cour suprême affirme la constitutionnalité de l'utilisation du critère de « race » dans la détermination des inscriptions universitaires, mais interdit l'institution de quotas rigides (arrêt Regents of the University of California c/ Bakke (en)).

### Remise en cause
Dès les années 1960, le Parti républicain cherche à exploiter le sentiment d'injustice que pouvaient ressentir les Blancs pauvres tenus à l'écart de certaines mesures de discrimination positive : « Vous aviez besoin de cet emploi et vous étiez le plus qualifié. Mais ils l’ont offert à une personne de couleur en raison d’un quota racial. Est-ce vraiment juste ? », interroge ainsi un spot électoral du parti lors de la campagne législative de 1990.

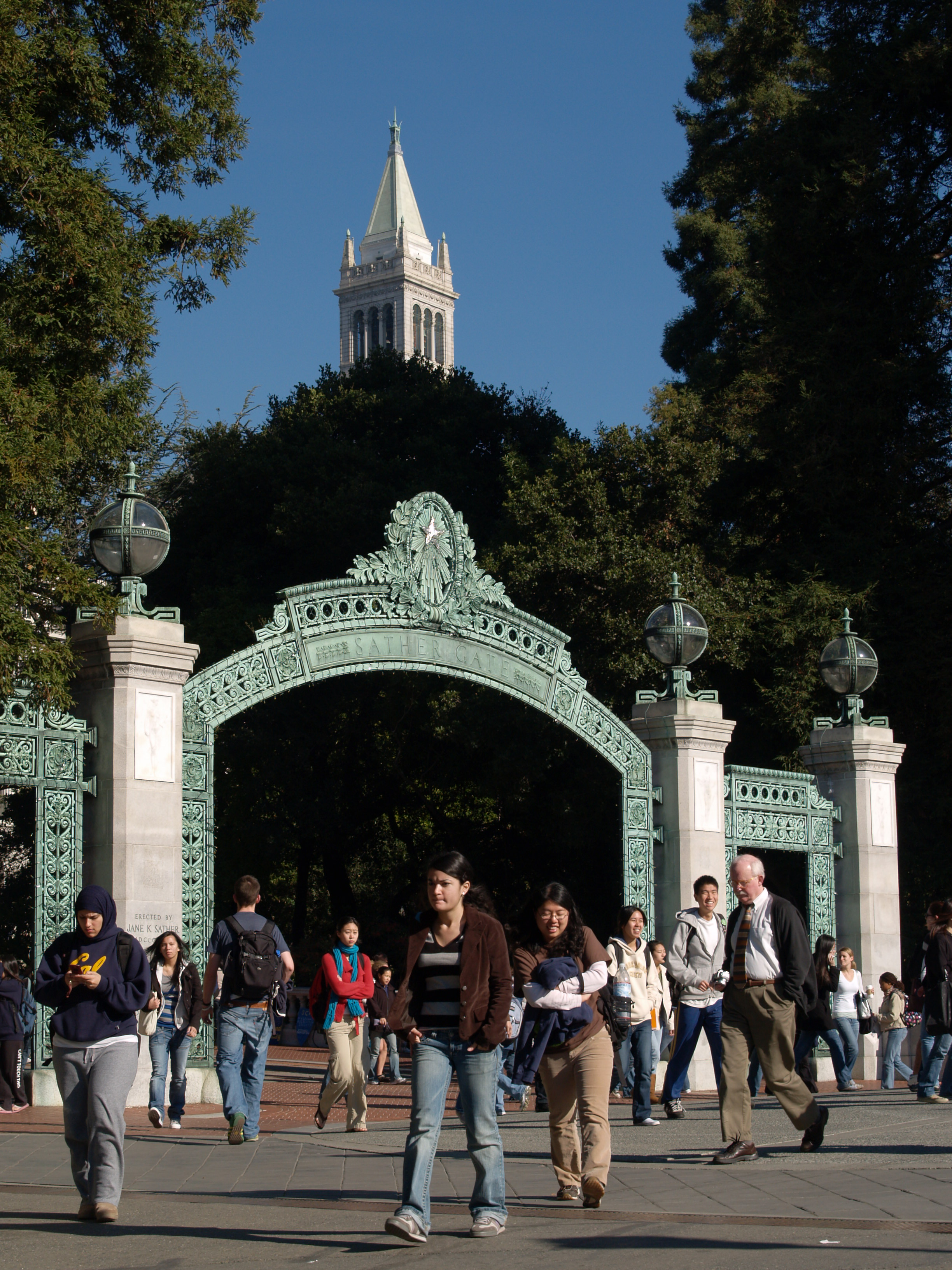
Université de Californie, entrée du campus de Berkeley.

La discrimination positive a été remise en cause dès la fin des années 1970. En 1978, la Cour suprême condamne les quotas de la faculté de médecine de l'Université de Californie par l'arrêt Bakke. En 1996, un référendum d'initiative populaire met fin à l'affirmative action dans les universités publiques en Californie (Proposition 209), puis en Floride (2000), dans l'État de Washington, au Michigan (2006) et au Nebraska,. Entre le milieu des années 1990 et 2003, la discrimination positive a été supprimée dans les universités du Texas, du Mississippi et de la Louisiane. En novembre 2006, 58 % des électeurs du Michigan ont voté pour la suppression de la discrimination positive, s'élevant contre l'arrêt Grutter versus Bollinger (en) (2003) de la Cour suprême, qui estimait que la faculté de droit de l’université du Michigan était fondée à accorder un avantage aux candidats noirs et hispaniques en raison de la diversité raciale qu’ils apportaient au corps étudiant.
Le 28 juin 2007, la Cour suprême interdit la discrimination positive à l'entrée des écoles publiques américaines, à cinq voix contre quatre. La décision de la Cour indique que « La recherche par les écoles d'un objectif estimable ne veut pas dire qu'elles sont libres d'effectuer une discrimination sur la base de la race pour l'atteindre ». Désormais, le critère ethnique n'est qu'un élément positif parmi d'autres lors de l'examen des dossiers d'entrée dans les universités américaines.
En 2015, des associations d'américains d'origine asiatique lancent une action en justice contre l'université Harvard, accusée de pénaliser les Asiatiques dans leur procédure de recrutement.
Une étude publiée en juin 2017 par le New York Times semblait montrer que la politique de discrimination positive avait peu amélioré la diversité du recrutement des meilleures universités américaines. Noirs et hispaniques étaient même encore moins représentés qu'en 1980 parmi les admis en premier cycle des 100 meilleurs établissements. Cependant, l'échantillon n'était pas représentatif de l'ensemble du système américain, et Terry Hartle, vice-président senior de l'American Council on Education (qui regroupe 1 700 institutions d'enseignement supérieur américaines), expliquait que la proportion de noirs et d'hispaniques s'était globalement amélioré au cours de la même période sur l'ensemble des universités enregistrées,.
Début juillet 2018, le président Donald Trump fait annuler des directives de discrimination positive pour l'université, mises en place par son prédécesseur Barack Obama.
En 2020, la Californie organise un référendum pour rétablir l'« affirmative action », bannie depuis 1996 dans cet État. La proposition est rejetée à 57 %.
En juin 2023, la Cour suprême des États-Unis bannit la discrimination positive à l'université. Selon le magistrat John G. Roberts, Jr., beaucoup d’universités « ont considéré, à tort, que le fondement de l’identité d’une personne n’était pas sa mise à l’épreuve, les compétences acquises ou les leçons apprises, mais la couleur de sa peau. Notre histoire constitutionnelle ne tolère pas ça ». Pour la majorité des magistrats « l'étudiant doit être traité en fonction de ses expériences individuelles, mais pas sur des critères raciaux ». Selon une enquête du Pew Research Center réalisée en avril 2023, la moitié des Américains désapprouvent la discrimination positive selon un critère ethnique contre un tiers qui l’approuvent. Les Noirs y demeurent favorables à 47 % pour 29 % qui la désapprouvent.
En 2024, les admissions d'étudiants noirs diminuent après l'interdiction de la discrimination positive. C'est le cas notamment de l'université Harvard, où la nouvelle promotion compte moins d'Afro-Américains et un contingent stable et élevé d'Asiatiques. Mais, d'autres universités ne semblent pas touchées par le phénomène.

## Conséquences aux États-Unis
La discrimination positive ne fixe pas des quotas, mais consiste à parvenir au même résultat en s'assignant un « objectif », en s'employant à ce qu'un groupe atteigne une « masse critique ». Ainsi, les candidats appartenant à des minorités peuvent être admis dans des universités en ayant eu des résultats inférieurs aux autres candidats aux examens d'admissions. En février 2007, le chômage (officiel) était de 4 % pour les Blancs, contre 7,9 % chez les Noirs (5,2 % chez les Hispaniques et 2,7 % chez les Américains d’origine asiatique, également concernés par la discrimination positive).
Daniel Sabbagh, spécialiste de la discrimination positive américaine et directeur de recherche au Centre d'études et de recherches internationales, considère que les politiques de discrimination positives américaines sont efficaces à court terme et permettent aux étudiants issus des minorités ethniques d'être plus nombreux dans les universités. Avec la croissance démographique des groupes minoritaires, les différences raciales ou ethniques s'effacent[réf. nécessaire]. Par conséquent, de nombreux experts[réf. nécessaire] estiment que les inégalités se réduiront et que les programmes de discrimination positive deviendront superflus. Sous l'effet de ces politiques, entre 1971 et 2002, le nombre des femmes noires exerçant des fonctions de responsable est ainsi passé de 0,4 % à 2 % du total, celui des hommes de 1 % à 3,1 %. De même, la présence des minorités à l'intérieur des conseils d'administration des entreprises a augmenté, 76 % d'entre eux n'étant plus uniformément blancs. Entre 1970 et 1990, 41 % des postes d'officiers de police ont été obtenus par des Afro-Américains dans le pays, alors que le nombre de pompiers noirs a été presque multiplié par cinq, passant de 2,5 à 11,5 %.[réf. nécessaire]. A contrario, certaines universités sélectives de Californie, du Texas et de Floride ont supprimé leurs programmes de discrimination positive dans les années 1990, ce qui a conduit à une baisse très importante de la proportion de Noirs et d'Hispaniques parmi leurs élèves.
Les demandes de reconnaissance touchent également les minorités sexuelles. Depuis quelques années, des associations et des personnalités politiques réclament l’ajout dans les formulaires de recensement d'une question sur l'orientation sexuelle et l'« identité de genre » des individus, dans un argumentaire qui mêle lutte contre les discriminations et revendication identitaire.

### Effets pervers
Pour Benoît Bréville du Monde diplomatique, le fait que depuis plus de deux siècles, les résidents américains doivent déclarer leur « race » aux agents du recensement dans le but de lutter contre la discrimination, a pour conséquence que les statistiques ethniques ainsi obtenues ont fini par renforcer le sentiment d’appartenance identitaire et ainsi par légitimer les divisions qu’elles étaient supposées combattre.
Les politiques de discrimination positive ont également nourri un sentiment d’injustice parmi les Blancs pauvres, exclus des programmes de traitement préférentiel, désormais moins bien représentés que les Noirs dans les universités et qui se sentent bloqués au bas de l'échelle sociale.
Dans son ouvrage analysant les résultats des politiques de discrimination positive, Walter Benn Michaels montre que l'affirmative action est devenu le nouveau gauchisme des classes supérieures et l'un des programmes clés des néolibéraux, tout en servant à masquer l'accroissement réel de l'inégalité économique entre les plus hauts et les plus bas revenus.